# Ibaraki (Osaka)
Ibaraki (Japans: 茨木市, Ibaraki-shi) is een stad in de Japanse prefectuur  Osaka. In 2013 telde de stad 278.262 inwoners. Ibaraki maakt deel uit van de metropool Groot-Osaka.

## Geschiedenis
De stad werd op 1 januari 1948 gesticht. Op 1 april 2001 verkreeg Ibaraki het statuut van speciale stad.

## Partnersteden
- Minneapolis, Verenigde Staten sinds 1980
- Anqing, China sinds 1985
- Shodoshima, Japan sinds 1988

Steden:
Daito · Fujiidera · Habikino · Hannan · Higashiosaka · Hirakata · Ibaraki · Ikeda · Izumi · Izumiotsu · Izumisano · Kadoma · Kaizuka · Kashiwara · Katano · Kawachinagano · Kishiwada · Matsubara · Minoh · Moriguchi · Neyagawa · Osaka (hoofdstad) · Osakasayama · Sakai · Sennan · Settsu · Shijonawate · Suita · Takaishi · Takatsuki · Tondabayashi · Toyonaka · Yao

Districten:
Minamikawachi · Mishima · Senboku · Sennan · Toyono
Gemeenten per district
Akashi · Atsugi · Chigasaki · Fuji · Fukui · Hachinohe · Hirakata · Hiratsuka · Ibaraki · Ichinomiya · Isesaki · Joetsu · Kakogawa · Kasugai · Kasukabe · Kawaguchi · Kishiwada · Kofu · Koshigaya · Kumagaya · Kure · Matsue · Matsumoto · Mito · Nagaoka · Neyagawa · Numazu · Odawara · Ōta · Sasebo · Sōka · Suita · Takarazuka · Tokorozawa · Tottori · Tsukuba · Yamagata · Yamato · Yao · Yokkaichi